# Sorte Grande
"Sorte Grande" (popularmente conhecida como "Poeira") é uma canção da cantora brasileira Ivete Sangalo, lançada como primeiro single de seu quarto álbum de estúdio, Clube Carnavalesco Inocentes em Progresso, (2003). A canção foi escrita por Lourenço e é uma canção tipicamente de axé, contando com influências eletrônicas e de samba-reggae. A sua letra foi alvo de críticas por alguns grupos evangélicos por apresentar conteúdo supostamente relacionado ao candomblé, contendo mensagens subliminares, o que nunca foi confirmado ou negado. 
"Sorte Grande" se tornou um dos maiores sucessos da carreira de Sangalo, sendo seu single de maior sucesso nas paradas desde "Festa" (2001), e uma das canções mais cantadas pela cantora até hoje; sendo incluída em todos seus álbuns ao vivo, desde o MTV ao Vivo (2004) até Ivete no Maracanã (2007), Ivete Sangalo no Madison Square Garden (2010) e Ivete Sangalo 20 anos (2014).

## Antecedentes e lançamento
Após o sucesso de seu terceiro álbum de estúdio, Festa (2001), impulsionado pelo hit de mesmo nome, Sangalo lançou uma coletânea de baladas intitulada Se Eu Não Te Amasse Tanto Assim. Assim, Sangalo teve um intervalo de dois anos, o que, segundo ela, foi fundamental para produzir um disco mais maduro. A partir de abril de 2003, Sangalo entrou no estúdio para gravar o que seria seu quarto álbum de estúdio, finalizando em junho do mesmo ano. Antes de entrar no estúdio, Sangalo recebeu um convite da MTV para gravar um disco ao vivo, mas recusou. "Cheguei à conclusão de que deveria esperar mais um pouco, e eu acho que ainda preciso construir uma carreira consistente para formar um repertório que tenha uma história e justifique um disco ao vivo," disse a cantora.
Em 2003, Sangalo gravou a canção "Somente Eu e Você", a pedido de Mariozinho Rocha, que queria uma canção para a novela "Kubanacan" (2003), e Sangalo escolheu fazer uma versão da canção "Moonglow", de Rod Stewart. "Somente Eu e Você" foi lançada em maio de 2003 nas rádios do Brasil. De acordo com o compositor de "Sorte Grande", Lourenço Olegário dos Santos Filho, a música demorou quatro anos para encontrar um artista disposto a gravá-la. Lourenço a compôs em 1999 e ofereceu a canção ao grupo de pagode Molejo, que a recusou. No ano seguinte, apresentou a composição ao grupo As Meninas, e a ex-banda de Carla Cristina também não se empolgou em gravá-la. Somente em junho de 2003, num estúdio no Rio, o compositor Lourenço foi apresentado a Alexandre Lins, produtor de Sangalo. "Eu disse que tinha um presente para a Ivete. Uma semana depois ele me telefonou dizendo que ela tinha ficado doida e que gravaria a música já para o próximo disco," conta o compositor. Dessa forma, no dia 8 de agosto de 2003, "Sorte Grande" foi lançada nas rádios de todo o Brasil, como o single oficial do seu quarto álbum de estúdio, Clube Carnavalesco Inocentes em Progresso.

## Composição e letra
"Sorte Grande" foi escrita por Lourenço, e é uma canção de axé e samba-reggae, sendo considerada "altamente dançante", levada pela guitarra de Davi Moraes, e com um refrão em que se repete a palavra "poeira". A canção também faz usos de efeitos eletrônicos. A letra da canção fala sobre ter a "sorte grande" de encontrar uma paixão verdadeira. Sangalo enaltece seu amado nas frases, "É lindo teu sorriso, brilho dos teus olhos, meu anjo querubim. Doces dos meus beijos, calor dos meus braços, perfume de jasmim." No refrão, a cantora canta como essa paixão mudou sua vida, "levantando poeira". "Poeira, poeira, poeira, levantou poeira," canta a cantora. Devido a repetição da palavra "poeira" no refrão, a canção ficou mais conhecida pelo nome de "Poeira". "Tive que adotar o nome 'Poeira' como subtítulo da música. Muita gente até hoje não sabe que ela se chama 'Sorte grande'," explica o compositor.
Assim como o hit "Festa" de 2001, que foi acusada por alguns grupos evangélicos de promover o candomblé, "Sorte Grande" foi acusada de apresentar mensagens subliminares em sua letra. Segundo acusações, a canção faz referências à rituais de macumba, mas nada foi confirmado ou negado.

## Recepção

### Crítica
"Sorte Grande" recebeu críticas geralmente favoráveis dos críticos de música. Para o site CarnaAxé, Sangalo "brilha" na canção, já a crítica do Universo Musical foi positiva, dizendo que a canção é "axé music altamente dançante, levada pela ótima guitarra de Davi, mas com um refrão mais forte que as duas primeiras canções do álbum." Para Mauro Ferreira da ISTOÉ Gente, o samba-reggae" não é dos mais inspirados do gênero."

### Comercial
Num só dia, a canção bateu o recorde de execuções do ano de 2003, atingindo o pico de 399 execuções nas rádios de todo o país, segundo a Crowley Broadcast Analysis do Brasil. No final de dezembro, a canção estava entre as 10 mais tocadas, alcançando o pico de número 4, no dia 6 de março de 2004. A canção também foi um dos maiores sucessos do carnaval, ao lado de Maimbê Dandá, de Daniela Mercury. A canção também se tornou hino obrigatório da galera do futebol e fez enorme sucesso nas Olimpíadas de Atenas.
Em 2009, ao listar as músicas mais tocadas em todos os carnavais, o site Carnasite publicou que Sangalo conseguiu a façanha de emplacar duas músicas no ranking das dez mais tocadas da década: "Sorte Grande" (7º) e "Festa" (10º). "Sorte Grande" foi a mais cantada no Carnaval de 2004, vice-campeã em 2005, oitava em 2006, décima em 2007 e 16ª em 2008. Em 2003, "Sorte Grande" foi a 36ª música mais tocada no Brasil, mas em 2004, a canção ocupou a posição de número 10. No mesmo ano, Sangalo apareceu mais duas vezes no Top 10, com a canção "Flor do Reggae" (em 6º) e "Faz Tempo" (em 9º). A versão ao vivo da canção recebeu um certificado de platina em 2009, pela Pro-Música Brasil (PMB), por vendas superiores a 100 mil cópias.

### Prêmios e indicações
| Ano  | Prêmio          | Indicação     | Resultado |
| ---- | --------------- | ------------- | --------- |
| 2004 | Melhores do Ano | Música do Ano | Venceu    |

## Outras versões
Além de sua versão original, a versão gravada no primeiro álbum ao vivo da cantora, MTV ao Vivo (2004), também teve grande sucesso nas rádios. Já a versão gravada em 2006, no CD/DVD "Multishow Ao Vivo: Ivete no Maracanã", fez parte apenas da versão em DVD. Há também uma versão em espanhol, intitulada "La Tierra", que foi incluída na compilação Ivete Sangalo, lançada apenas em Portugal e Espanha, pela Universal Music Ibérica. Sangalo também gravou uma versão dançante das canções "Sorte Grande" e "Festa" para o seu terceiro álbum ao vivo, Ivete Sangalo no Madison Square Garden (Multishow ao Vivo), de 2010.
A versão original da canção foi incluída nas coletâneas, A Arte de Ivete Sangalo, Novo Millennium, Perfil, Sem Limite e O Carnaval de Ivete Sangalo, todas lançadas por Sangalo. Além disso, as coletâneas Axé Bahia 2005, Novo Millenium: Axé, Dance Seleção, Axe Bahia: O Melhor Do Carnaval e We Are Bahia! incluíram a canção.

## Faixas
| Sorte Grande - Single |                |                |         |  |
| N.º                   | Título         | Compositor(es) | Duração |  |
| 1.                    | "Sorte Grande" | Lourenço       | 3:48    |  |
| Duração total:        | Duração total: | Duração total: | 3:48    |  |

| Sorte Grande (Edição Portuguesa) |                                |                                                               |         |  |
| N.º                              | Título                         | Compositor(es)                                                | Duração |  |
| 1.                               | "Sorte Grande"                 | Lourenço                                                      | 3:48    |  |
| 2.                               | "Somente Eu e Você (Moonglow)" | W. Hudson, E. Delange, I. Mills/ Letra português: Dudu Falcão | 3:12    |  |
| Duração total:                   | Duração total:                 | Duração total:                                                | 7:00    |  |

## Certificações
| Região — Associação        | Certificação | Vendas   |
| -------------------------- | ------------ | -------- |
| Brasil (Pro-Música Brasil) | Ouro         | 100.000+ |